# Risotto
El risotto [riˈzɔtto] (variación de riso, ‘arroz’ en italiano) es una comida tradicional italiana que se realiza añadiendo gradualmente un caldo al arroz, junto con otros ingredientes que varían según las específicas recetas de risottos. Es uno de los modos más comunes de cocinar arroz en Italia. Es una comida originaria de la zona noroeste del país, concretamente del este de Piamonte, de Lombardía y de la zona de Verona, debido a la abundancia de arroz de estas regiones. Es uno de los pilares de la gastronomía norteña en general. El queso (usualmente parmesano) suele configurar habitualmente una de las señas características del plato. 
Por lo general las recetas de risotto están constituidas por siete ingredientes: arroz, cebolla, mantequilla, caldo, vino, queso y el elemento caracterizador de cada distinta receta de risotto. Suele tratarse de setas, pero también hay variantes con carne, pescado, especia, verdura... etc.).

## Tipos de risotto
Existen diferentes tipos de risotto, en función de los ingredientes que se incorporan al arroz. De esta forma, nos encontramos con algunos de los risottos más típicos, como los siguientes:
- Risotto ai funghi porcini (Boletus edulis): Suele llevar también cebolla, vino blanco y Queso parmesano.
- Risotto alla milanese: risotto con azafrán (llamado así por ser típico de Milán) que suele acompañarse con ossobuco.
- Risotto al parmigiano: risotto elaborado con queso parmesano y mantequilla.
- Risotto al radicchio: risotto con radicchio (achicoria roja típica del Norte de Italia), cebolla y vino blanco.
- Risotto alla zucca: risotto elaborado con calabaza y quesos típicos.
- Risotto alle zucchine: risotto con calabacín y quesos típicos .
- Risotto alla salsiccia: risotto elaborado con un tipo de salchicha italiana, mantequilla, verduras y vino blanco.
- Risotto agli spinaci: risotto con espinacas y quesos típicos.
- Risotto ai frutti di mare: risotto con mariscos y vino blanco.
- Risotto alla asparagi: risotto elaborado con espárragos y mantequilla.
- Risotto alla caprese: risotto elaborado con tomates, mozzarella y albahaca.
- Risotto alla carbonara: risotto elaborado con yema de huevo, guanciale y queso pecorino.
- Risotto quattro formaggi: risotto elaborado con 4 tipos diferentes de quesos italianos (grana padano, castelmagno, gorgonzola y queso de Bra ).

## Variedades de arroz
Para la elaboración del risotto suelen emplearse variedades de alta calidad, con bajo contenido en amilosa, y un tamaño de grano entre pequeño y medio, debido a la capacidad de estos arroces de absorber un líquido y liberar almidón, ofreciendo una textura pastosa y glutinosa. En Italia, las variedades más comúnmente empleadas son Arborio, Baldo, Carnaroli, Maratelli, Padano, Roma, y Vialone Nano. Carnaroli, Maratelli y Vialone Nano se consideran las mejores (y más caras) de ellas, teniendo propiedades ligeramente diferentes. Carnaroli, por ejemplo, es menos propicia a pasarse que el Vialone Nano, mientras que esta segunda se hace más rápido y absorbe mejor los sabores. Pueden emplearse otros tipos como el Roma, Baldo, Ribe y Originario, pero tendrán  menos cremosidad.

## Receta
Hay muchas recetas diferentes de risotto con diferentes ingredientes, pero todas se basan en arroz de una variedad adecuada, cocinado en un procedimiento estándar. El risotto, a diferencia de otros platos de arroz, requiere cuidado y atención constante. El arroz no se debe enjuagar, hervir ni drenar, ya que el lavado eliminaría gran parte del almidón requerido para una textura cremosa.
El arroz se cocina primero brevemente en un sofrito de cebolla y mantequilla o aceite de oliva, para cubrir cada grano en una película de grasa, llamada "tostatura". Se agrega vino blanco y debe ser absorbido por los granos. Cuando se ha absorbido, el calor se eleva a medio alto y el caldo hirviendo se agrega gradualmente en pequeñas cantidades, mientras se agita constantemente. La agitación constante, con solo una pequeña cantidad de líquido presente, obliga a los granos a frotarse entre sí y liberar las moléculas de almidón desde el exterior de los granos hacia el líquido circundante, creando una masa suave de textura cremosa. Cuando el arroz está cocido, la olla se retira del fuego para "mantecatura", batiéndola vigorosamente en bolitas refrigeradas de queso parmesano rallado y mantequilla, para hacer que la textura sea lo más cremosa y suave posible. Puede retirarse del calor unos minutos antes y dejar que se cocine con el calor residual.
El risotto cocinado adecuadamente es rico y cremoso, incluso si no se agrega crema, debido al almidón de los granos. Tiene alguna resistencia o mordida (al dente) y granos separados. La textura tradicional es bastante fluida, o all'onda ("ondulada, o que fluye en ondas"). Se sirve en platos planos y debe extenderse fácilmente, pero no debe haber líquido acuoso en exceso alrededor del perímetro. Se debe comer de una vez, ya que continúa cocinándose en su propio calor, haciendo que los granos absorban todo el líquido y se vuelvan suaves y secos.